# F63.9 Хвороба кохання (фільм)
«F63.9 Хвороба кохання» (рос. F63.9 Болезнь любви) — копродукційна російсько-французько-українська романтично-лірична комедія про кохання лікарки-венеролога та космонавта, а також про секретний космічний експеримент. Назва кінострічки походить від популярного у той час в російськомовному інтернеті фейку про те, що нібито Всесвітня організація охорони здоров'я (ВООЗ) включила кохання до переліку психічних відхилень під кодом F63.9 у МКХ-10 поряд із алкоголізмом, клептоманією і токсикоманією (насправді це не так).
Фільм вийшов у обмежений прокат в Україні 30 жовтня 2014 року; дистриб'ютор — кінокомпанія «Гагарін Медіа».

## Синопсис
Українська наукова спільнота вирішила шокувати весь світ, відправивши двох українців на орбіту, щоб провести дослідження впливу відсутності гравітації на секс.

## Назва
Відповідно до Міжнародної класифікації хвороб десятого перегляду МКХ-10 кодуванням F63.9 позначаються Розлади звичок та спонукань, неуточнені.

## У ролях
У головних ролях:
- Ніна Сель — Олександра, лікарка-венеролог
- Олексій Зубков — Чайка, космонавт

В інших ролях:
- Володимир Абазопуло — конструктор
- Олександр Ігнатуша — генерал
- Лариса Кадочникова — пані з таксою
- Світлана Крючкова — професор Мойжес
- Наталія Шаміна
- Олександр Баргман
- Анастасія Матешко
- Олег Осина

## Знімальна група
- Сценарист: Дмитро Томашпольський
- Режисери-постановники: Дмитро Томашпольський та Олена Дем'яненко
- Оператор-постановник: Віген Вартанов (Грузія)
- Художники: Наталія Клісенко, Олександр Батенєв
- Продюсери: Андрій Азархін, Дмитро Томашпольський, Олена Дем'яненко, Наталія Клісенко
- Музика: Ігор Мельничук та Павло Крахмальов («Брати Гадюкіни»)
- Художниця з костюмів: Марина Коломієць
- Художниця з гриму: Людмила Семашко
- Звукооператор: Антон Бржестовський
- Монтаж: Ігор Рак

## Виробництво

### Препродакшн
Фільм став переможцем секції Work In Progress Одеського міжнародного кінофестивалю у 2014 році, а творці відповідно отримали заохочувальний приз компанії Megogo.

### Кошторис
Створення стрічки «F63.9 Хвороба кохання» було розпочато в 2012 році у копродукції між Україною («Гагарін Медіа»), Росією («Партнер») та Францією («Simposiom»). Кошторис фільму становив ₴12,3 млн гривень, з яких 6,2 млн гривень (~50 %) було надано Держкіно, ₴2,8 млн гривень (~23 %) вклала російська компанія «Партнер» й ₴3,2 млн гривень (~26 %) — французька компанія «Simposium». Виробництвом фільму займалася українська кінокомпанія «ТОВ Гагарін Медіа», що інвестувала в цей проект ₴182 тис. гривень (<1 %).

## Реліз
Допрем'єрний показ стрічки відбувся у Києві, Одесі та Парижі. Зокрема допрем'єрний показ фільму відбувся 29 жовтня 2014 року у київському кінотеатрі «Київська Русь». Фільм вийшов у обмежений прокат в Україні 30 жовтня 2014 року; дистриб'ютор — кінокомпанія «Гагарін Медіа».
Згодом, 21 грудня 2014 року також відбувся спеціальний показ стрічки у Червоному залі київського Будинку кіно НСКУ. Планувалося, що телепрем'єра 8 березня 2015 року згодом відбудеться на телеканалі ICTV, але зрештою телепрем'єра відбулася 11 липня 2015 року на телеканалі Воля Cine+Mix.

## Касові збори
Фільм показували в українських кінотеатрах з 30 жовтня по 5 грудня 2014 року. Загальні касові збори — ₴13 тис.

## Відгуки кінокритиків
Фільм отримав змішані відгуки від українських кінокритиків. Також оглядачка видання ipress.ua Вікторія Кондратишина назвала фільм «кіном про запліснявілий „совок“, французькі манери та любов Венери», а кінокритик Ігор Грабович назвав «F63.9 Хворобу кохання» «однією з найдивніших стрічок українського кіно за всю його історію».